# Mtiskalta (Sujumi)
Mtiskalta (en georgiano: მთისკალთა; en armenio: Մթիսկալթա) o Arashkva (en abjasio: Арашқәа) es una aldea que pertenece a la parcialmente reconocida República de Abjasia, parte del distrito de Sujumi, aunque de iure pertenece al municipio de Sojumi de la República Autónoma de Abjasia de Georgia.

## Toponimia
Hasta 1948 se llamó Derekei (en georgiano: დერეკეი; en armenio: Դերեկե).

## Geografía
Mtiskalta se encuentra en el lado izquierdo del río Gumista Oriental, a 25 km de Sujumi. La aldea se administra desde el pueblo de Guma.   

## Historia
Mtiskalta fue fundada en 1894 por armenios de los pueblos alrededor de Trebisonda.

## Demografía
La evolución demográfica de Mtiskalta entre 1959 y 1989 fue la siguiente:
| 78                                                  | 7 |
| (Fuente: Population of Abkhazia since Soviet times) |   |

Antes de la guerra de Abjasia, la mayoría de la población local eran armenios.

## Economía
Los habitantes se dedican al cultivo de tabaco y maíz, además de a la horticultura. 